# Marie Heiberg
Marie Heiberg (* 29. Augustjul. / 10. September 1890greg. in Kirikuküla, Landgemeinde Urvaste, Livland; † 15. Februar 1942 in Tallinn, Estnische SSR) war eine estnische Schriftstellerin.

## Leben und Werk
Marie Heiberg wurde in ärmliche Verhältnisse auf dem Land geboren. Sie besuchte die Gemeindeschule in Urvaste und anschließend die Kirchspiel-Schule in Sangaste. Heiberg widmete sich früh der Literatur. Bereits im Alter von 14 Jahren wurden ihre ersten Gedichte in der Zeitschrift Linda publiziert. 1905 veröffentlichte Heiberg einige Gedichte in dem Sammelband Võitluse päivil („In den Tagen des Kampfes“) von Friedebert Tuglas. Sie galt in ihrer Zeit als literarisches Wunderkind.
Als Marie Heiberg 16 Jahre alt war, erschien ihr erster Gedichtband Mure-lapse laulud („Lieder eines Sorgenkinds“). Ab 1907 lebte sie in Tartu. Im Jahr 1913 folgte ihr zweiter (und letzter) Lyrikband, Luule („Gedichte“). Dazwischen liegt die Erzählung Elukevade („Lebensfrühling“) aus dem Jahr 1910.
In das Jahr 1913 fällt die Veröffentlichung des Sammelbands Moment, der den Namen für eine lose literarisch-künstlerische Gruppierung gab, der neben Heiberg auch Richard Roht und Henrik Visnapuu angehörten.
Ab spätestens 1919 galt Marie Heiberg als geisteskrank, nachdem bereits während des Ersten Weltkriegs Anzeichen einer psychischen Störung aufgetreten waren. Nach Klinikaufenthalten zog sie umher und gab sich als Tochter des hingerichteten Zaren Nikolaus II. aus. 1923 wurde sie in die geschlossene psychiatrische Anstalt Seevald in Tallinn eingewiesen, wo sie 1942, während der deutschen Besetzung Estlands, starb.
Im Park ihres Heimatdorfs Kirikuküla befindet sich heute ein Denkmal für Marie Heiberg.

## Werke

### Lyriksammlungen
- Mure-lapse laulud (1906)
- Luule (1913)
- Käisin üksi tähte valgel (Auswahlsammlung, 1988)

### Erzählung
- Elukevade (1910)

### Kurzprosa
- Enne viimset päeva (Anthologie, 1914)

## Sekundärliteratur
- Cornelius Hasselblatt: Geschichte der estnischen Literatur. Berlin, New York 2006 (ISBN 3-11-018025-1), S. 371f.